# Лаурінас Івінскіс
Лаурінас Івінскіс (лит. Laurynas Ivinskis; 1810-1881) — литовський поет, публіцист, педагог, видавець, перекладач та лексикограф, походив із жемайтійської шляхетської родини. Відомий серією річних календарів, виданих між 1847 та 1877, в яких він підсумовував повсякденне життя жемайтійського селянства. Також публікував літературні твори найвідоміших місцевих авторів. Івінскіс першим опублікував найвідоміший твір Антанаса Баранаускаса «Anyksčių Šilelis».

## Життєпис

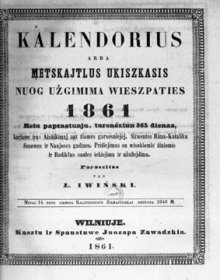
Титульна сторінка календаря Івінскіса, видання 1861 р.

Івінскіс народився в збіднілій шляхетській родині у селі Бамбаляйї 15 серпня 1810. У 1841 склав іспити на вчителя, а незабаром отримав атестат міського вчителя Каунаса. 
Підготував перший литовський календар ще в 1845, але через брак коштів календар був надрукований у Вільнюсі лише через рік. Його календар "Metu skajtlus ukiszkas ant metu Wieszpaties" поширювався до заборони друку в Литві в 1864. Календарі були у формі альманаху, який інформував читачів про майбутні ярмарки та свята, а також основні новини з медицини, ветеринарії, сільського господарства та домашнього господарства. З 1852 р. у них також був літературний відділ. З 22 календарів литовською мовою, виданих між 1847 і 1864, а потім знову в 1877, три були написані кирилицею, тоді як решта 19 були написані латинкою, якою більшість людей користувалися у литовській мові. Оскільки видання книг та газет литовською мовою було заборонено царською владою, календарі Івінскіса виконували роль преси для великої кількості литовськомовних. Під час заборони Івінскіс читав лекції в таємній литовській школі, заснованій у Любяї.
Івінскіс оселився в Ріетавасі та мешкав там між 1874 і 1878 роками. У цей період він написав книгу під назвою "Pasauga", яка вважається однією з перших литовських книг, присвячених темі охорони навколишнього середовища. Окрім видання своїх календарів, Івінскіс був також активним перекладачем з німецької та англійської мов. Він також розпочав роботу над польсько-литовським і російсько-литовським словником, а також численними працями польською мовою. Івінскіс помер 29 серпня 1881 і був похований у Куршенах.

## Зовнішні посилання
- Біографія та творчість (лит.)
- Лаурінас Івінскіс «šaltiniai.info» (лит.)